# 卜部季武

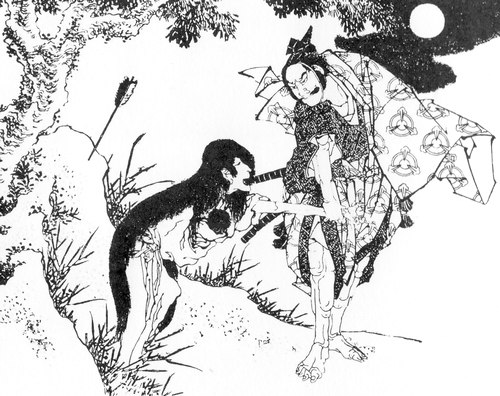
葛飾北斎画『和漢絵本魁』より「卜部季武 姑獲鳥（産女）を懲す」

卜部 季武（うらべ の すえたけ、天暦4年（950年）? - 治安2年（1022年）?）は、平安時代中期の武将。坂上季猛（さかのうえ の すえたけ）や平季猛（たいら　の すえたけ）とも呼ばれる。
『今昔物語集』など説話では平季武（たいら の すえたけ）の名で知られる。源頼光に仕え、渡辺綱を筆頭とする頼光四天王の一人とされる。能『大江山』の酒呑童子退治や、神楽『土蜘蛛』『子持山姥』『滝夜叉姫』に登場することで有名。

## 出自
兵庫県宝塚市にある松尾神社では、創建した浦辺太郎坂上季猛が頼光四天王の一人である卜部季武としている。
『柏葉集』『松尾丸社縁起』によると、阿智王から数えて八代目の坂上苅田麻呂が山城国松尾大社に祈って得た子が坂上田村麻呂であり、田村麻呂は幼名を松尾丸と名付けられた。多田盆地を本拠とした清和源氏の源満仲は、御家人である坂上田村麻呂を祖とする坂上党武家団の棟梁坂上頼次を山本郷の守護とした。初代山本荘司となった頼次は田村麻呂の遺品を奉載して山本郷を開郷し、坂上氏一族を配して多田政所の警衛にあたった。
二代山本荘司の浦辺坂上季長の子であり渡辺綱、碓井貞光、坂田金時らと源頼光に仕えた三代山本荘司の浦辺太郎坂上季猛が、安和年間に祖先である坂上田村麻呂を祀り山本郷の産土社として天下平治を祈願したのが、将軍宮松尾丸社の創建と伝えられている。
江戸時代の浮世絵草紙作家・多田南嶺の『忠盛祇園桜』のなかに、源満仲に仕えた浦辺季猛の4代末裔という玄晋坊なる人物が登場する。この玄晋坊のモデルは『宮川日記』から、摂津国山本で坂上党を名乗った浦辺季猛の子孫である山本太郎右衛門であることがわかる。

## 伝承
『今昔物語集』巻27 - 43には、「頼光の郎等平季武、産女にあひし話」がある。
暗夜に平季武が馬で川を渡っていると、川の中程に産女がいて「これを抱け」と言って赤子を渡す。季武は赤子を受け取り、岸へ向かう。産女は「子を返せ」と言って追うが、季武は取り合わずに陸へ上がる。館へ帰って見ると、赤子は木の葉に変じていた。